# لوئیس وولهایم
لوئیس وولهایم (انگلیسی: Louis Wolheim؛ ۲۸ مارس ۱۸۸۰ – ۱۸ فوریهٔ ۱۹۳۱) یک هنرپیشه اهل ایالات متحده آمریکا بود.
از آثاری که وی در آن نقش داشته‌است، می‌توان به نمایشنامهٔ افتخار دیگر ارزشی ندارد و فیلم‌های تمپست، در جبهه غرب خبری نیست، دو شوالیه عرب، سورل و پسر، دکتر جکیل و آقای هاید، محکوم، هیاهو، تجربه اشاره کرد.

## پیوند به بیرن
- لوئیس وولهایم در بانک اطلاعات اینترنتی فیلم‌ها (IMDb)
- Louis Wolheim در Virtual History